# ノンストップ (テレビドラマ)
『ノンストップ』（nonstop）は、韓国で製作されたシットコム。MBCで2000年から2005年まで6年間放送されていた。

## 概要
シーズン1からシーズン6まで平日の夕方、韓国で6年間放送されていたシチュエーションコメディ。韓国に、青春シットコム(シチュエーション・コメディー)のジャンルを定着させたと言われた。
韓国人気スターへの登竜門になっており、チャン・ナラ、チョ・インソン、チョン・ダビン、チョ・ハンソン、ハン・ヒョジュなどは本番組でデビューし、後にトップスターとなった。
ノンストップ4で女子大生を演じたハン・イェスルは、2004年、ナドリ化粧品「ボテド・メル」のモデルに起用された。
ノンストップ5では、映画同好会が、ノンストップ6では警護学科が重要舞台となっている。
ノンストップ6では、東方神起がタイトル曲に起用された。
他の人気映画やその時流行っているドラマ、CMなどもパロディをし人気は高かった。
| タイトル           | 放送開始       | 放送終了       | 放送回数 |
| ------------------ | -------------- | -------------- | -------- |
| ノンストップ       | 2000年5月5日   | 2000年7月28日  |          |
| ニューノンストップ | 2000年7月31日  | 2002年5月17日  | 422話    |
| ノンストップ3      | 2002年6月28日  | 2003年9月12日  | 301話    |
| ノンストップ4      | 2003年9月15日  | 2004年10月1日  | 251話    |
| ノンストップ5      | 2004年10月4日  | 2005年10月21日 | [ 10 ]   |
| ノンストップ6      | 2005年10月24日 | 2006年11月3日  | 243話    |

## 主な出演者
- イ・ミヌ（朝鮮語版） （ニュー・ノンストップ）
- キム・ヨンジュン （ニュー・ノンストップ）
- チャン・ナラ （ニュー・ノンストップ）
- チョ・インソン （ニュー・ノンストップ）
- キム・ジョンファ （ニュー・ノンストップ）
- チョン・ダビン （ニュー・ノンストップ）[12]
- チョ・ハンソン （ノンストップ3）
- ユン・ジョンシン（ノンストップ4）
- ハン・イェスル （ノンストップ4）[13][14]
- ヒョンビン （ノンストップ4）[15]
- オ・スンウン（ノンストップ4）
- チャン・グンソク （ノンストップ4）[16][14]
- イ・ユンジ（ノンストップ4）
- MCモン （ノンストップ4）[17]
- ポン・テギュ（ノンストップ4）
- チョンジン（ノンストップ4）
- アンディ / エンディ（ノンストップ4）
- イ・ヨンウン（ノンストップ4）
- イェ・ハギョン（ノンストップ4）
- イ・スンギ （ノンストップ5）[18]
- ク・ヘソン （ノンストップ5）
- ハン・ヒョジュ （ノンストップ5）
- イ・ミンギ （レインボーロマンス）

## 中国版
2009年7月13日に中国の東方衛視で放送。中国のリメイク版が制作された。日本未公開。

### キャスト
- 包子（バオズー）：付辛博（フー・シンボー）（BOBO）
- 韋東根（ウェイ・ドンゴン）：韋煒（ウェイ・ウェイ）（バック・ドミトリー・ボーイズ）
- 井寶（ジン・バオ）：井柏然（ジン・ボーラン）（BOBO）
- 田海（ティエン・ハイ）：チョン・へ
- 曹園園（チャオ・ユェンユェン）：曹苑（チャオ・ユェン）
- 張珍妮（チャン・ジェンニー）：張馨予（ヴィアン・チャン）
- 何琢言（ハー・ジュオイェン）：何琢言